# Геденбергіт
Геденбергі́т (рос. геденбергит; англ. hedenbergite; нім. Hedenbergit m) — мінерал, силікат кальцію і заліза ланцюжкової будови з групи моноклінних піроксенів.

## Етимологія та історія
Назва походить від імені шведського хіміка Андерса Людвіга Геденберґа.

## Загальний опис
Формула:  CaFe[Si2O6].
Склад (%): СаО — 22,2; FeO — 29,4; SiO2 — 48,4.
Кристали — подовжені призми.
Колір від темно-зеленого до чорно-зеленого і майже чорного. Непрозорий до прозорого в уламках.
Риса світло-сіра з зеленим відтінком.
Блиск скляний.
Твердість 5,5—6.
Густина 3,5—3,6.
Крихкий.
Зустрічається в асоціації з магнетитом і ґранатом, іноді з ґаленітом, сфалеритом, халькопіритом.
У магматичному процесі виділяється при кристалізації низькоплавких кислих порід. Знаходиться в метаморфічних вапняках, головним чином у скарнах.
Зустрічається на Тур'їнських мідних рудниках Уралу. Чокпак в Казахстані. В Україні є в деяких породах Українського щита.

## Різновиди
Розрізняють:
- геденберґіт-гіперстен (кліногіперстен кальціїстий);
- геденбергіт залізистий (відміна геденберґіту, яка містить від 25 до 45 % кліноферосилітового (Fe[SiO3]) компонента);
- геденбергіт марганцевистий (відміна геденберґіту, яка містить до 9 % MnO).